# Bures (Meurthe-et-Moselle)
Pour l’article ayant un titre homophone, voir Bure.
Bures est une commune française située dans le département de Meurthe-et-Moselle en région Grand Est.

## Géographie
Le territoire de la commune est limitrophe de 5 communes.  
| Arracourt   | Réchicourt-la-Petite |        |
| Bathelémont | Bures                | Parroy |
| Hénaménil   |                      |        |

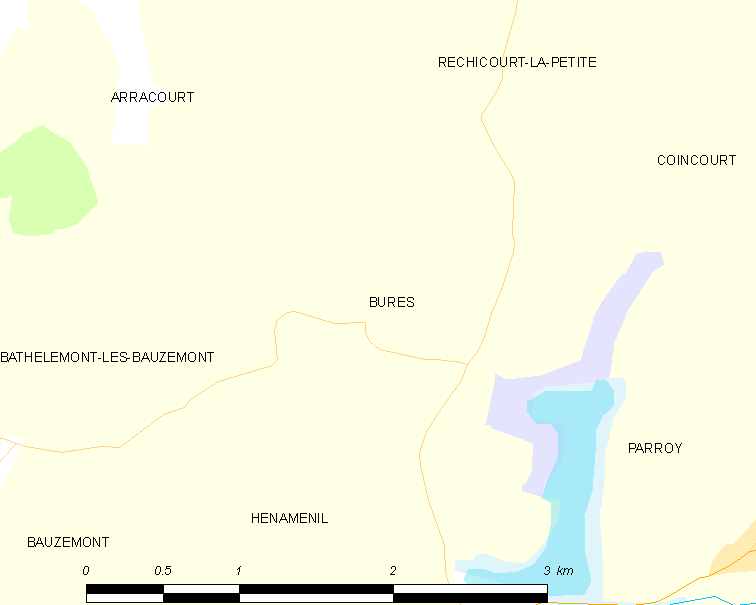
Carte de la commune.
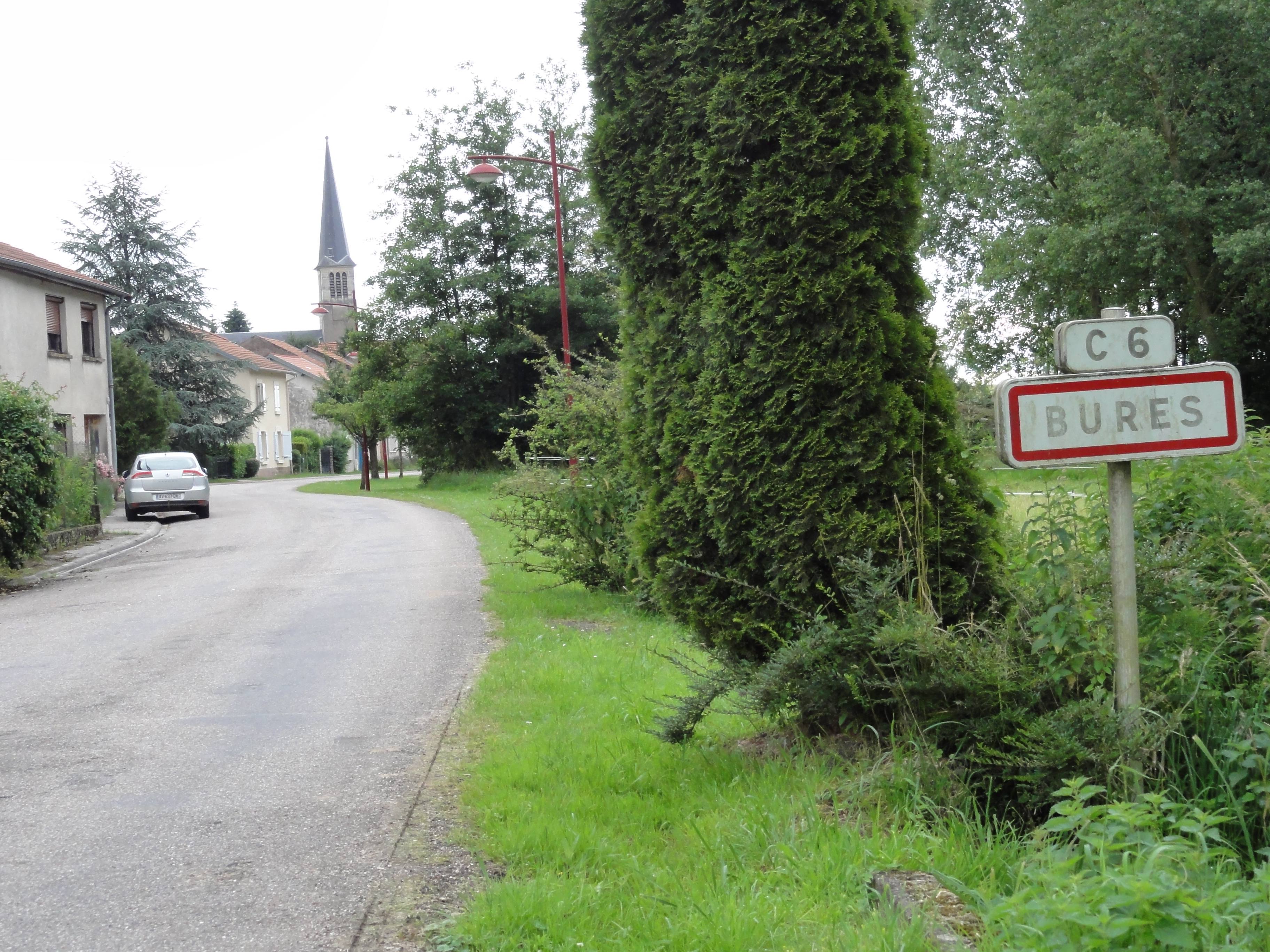
Entrée de Bures.
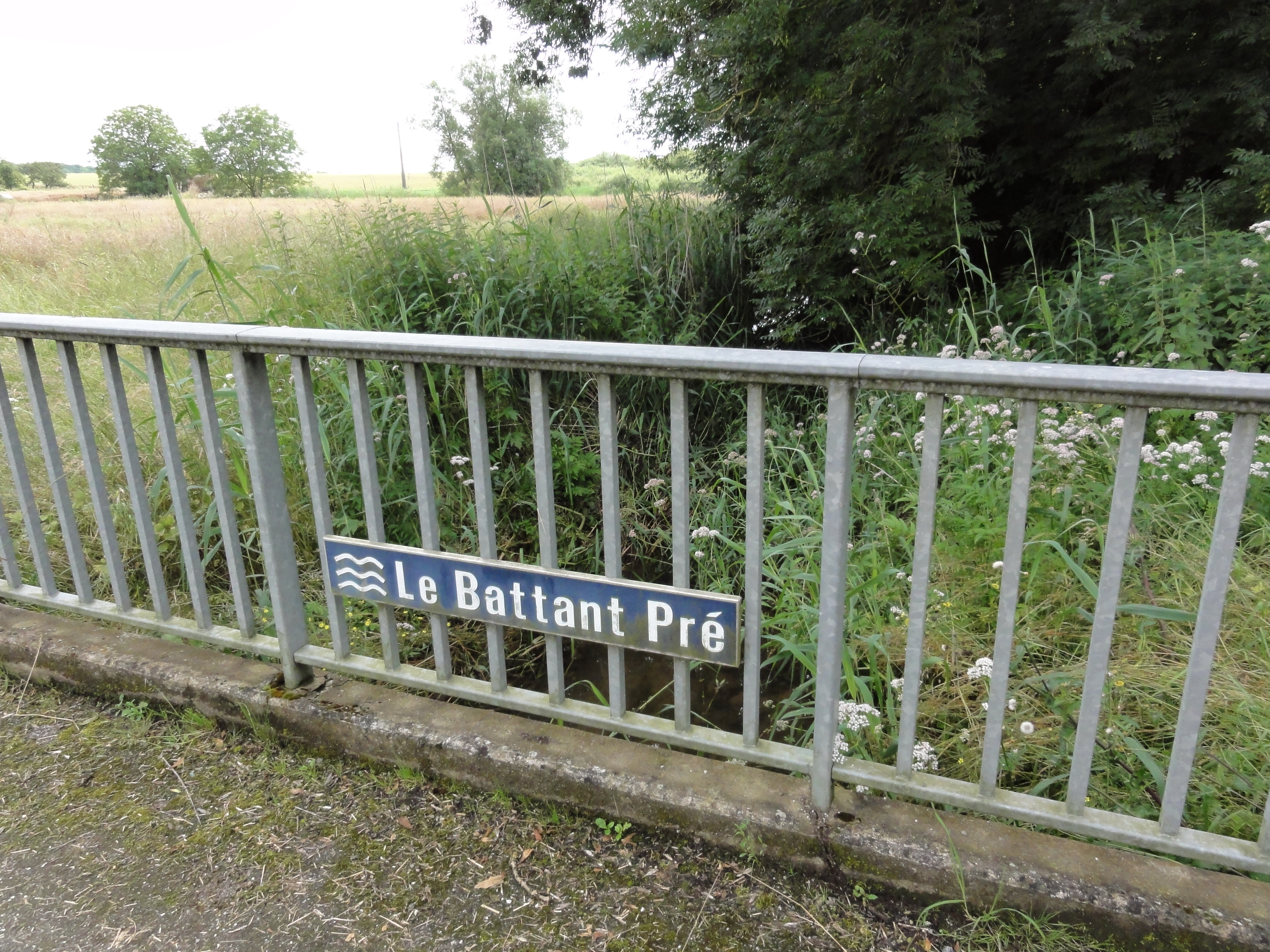
Ruisseau le Battant Pré.

### Hydrographie
La commune est dans le bassin versant du Rhin au sein du bassin Rhin-Meuse. Elle est drainée par le ruisseau de la Basse de Bures et le ruisseau de Richarmenil,.

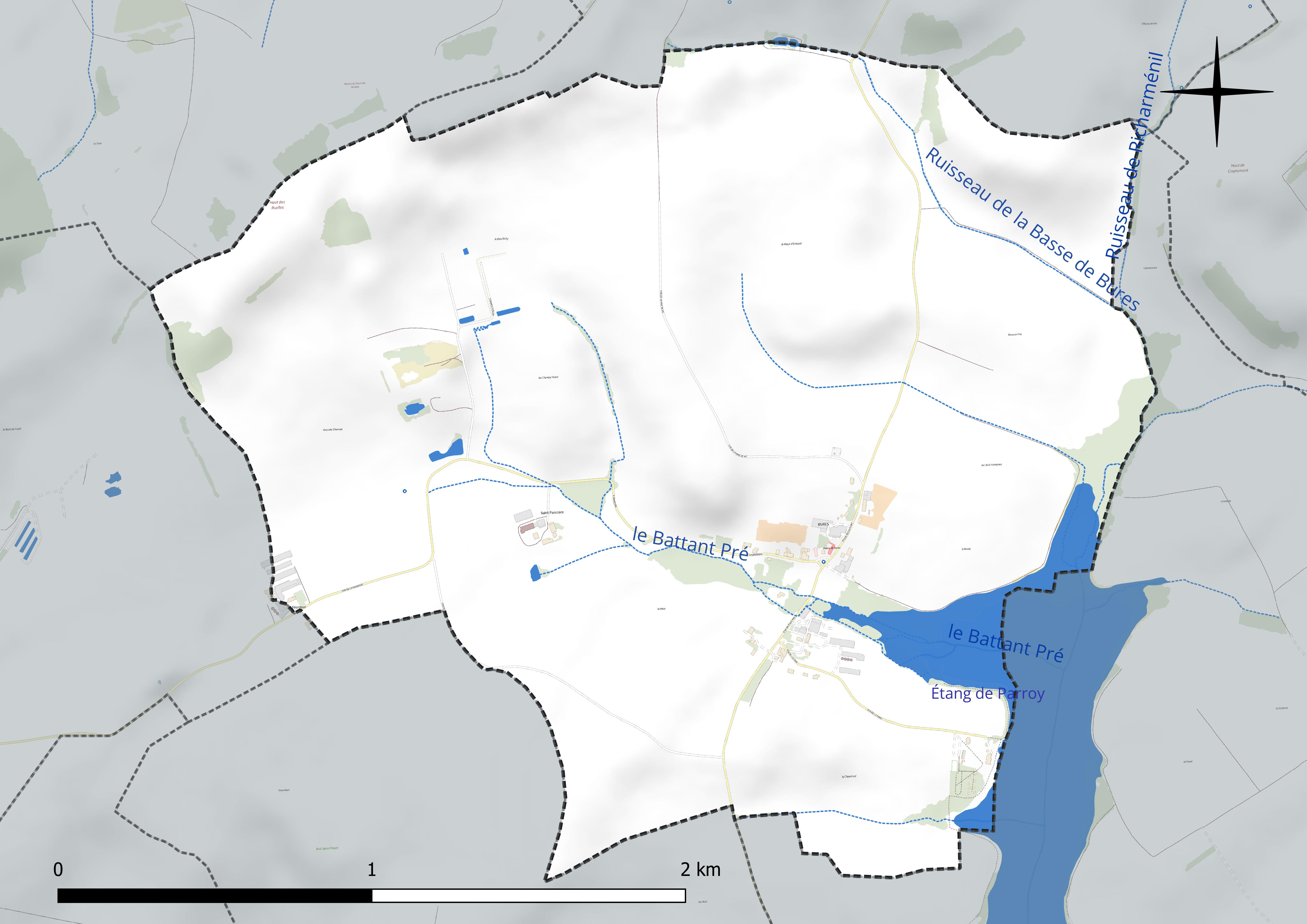
Réseau hydrographique de Bures.

Un plan d'eau complète le réseau hydrographique : l'étang de Parroy, d'une superficie totale de 72,1 ha (15,5 ha sur la commune),.

### Climat
Pour des articles plus généraux, voir Climat du Grand Est et Climat de Meurthe-et-Moselle.
En 2010, le climat de la commune est de type climat des marges montargnardes, selon une étude du Centre national de la recherche scientifique s'appuyant sur une série de données couvrant la période 1971-2000. En 2020, Météo-France publie une typologie des climats de la France métropolitaine dans laquelle la commune est exposée à un climat semi-continental et est dans la région climatique  Lorraine, plateau de Langres, Morvan, caractérisée par un hiver rude (1,5 °C), des vents modérés et des brouillards fréquents en automne et hiver. 
Pour la période 1971-2000, la température annuelle moyenne est de 9,9 °C, avec une amplitude thermique annuelle de 17,1 °C. Le cumul annuel moyen de précipitations est de 834 mm, avec 11,8 jours de précipitations en janvier et 9,4 jours en juillet. Pour la période 1991-2020, la température moyenne annuelle observée sur la station météorologique de Météo-France la plus proche, « Nancy-Essey », sur la commune de Tomblaine à 26 km à vol d'oiseau, est de 11,0 °C et le cumul annuel moyen de précipitations est de 746,3 mm. 
La température maximale relevée sur cette station est de 40,1 °C, atteinte le 24 juillet 2019 ; la température minimale est de −24,8 °C, atteinte le 21 février 1956,,. 
Les paramètres climatiques de la commune ont été estimés pour le milieu du siècle (2041-2070) selon différents scénarios d'émission de gaz à effet de serre à partir des nouvelles projections climatiques de référence DRIAS-2020. Ils sont consultables sur un site dédié publié par Météo-France en novembre 2022.

## Urbanisme

### Typologie
Au 1er janvier 2024, Bures est catégorisée commune rurale à habitat très dispersé, selon la nouvelle grille communale de densité à sept niveaux définie par l'Insee en 2022.
Elle est située hors unité urbaine et hors attraction des villes,.

### Occupation des sols
L'occupation des sols de la commune, telle qu'elle ressort de la base de données européenne d’occupation biophysique des sols Corine Land Cover (CLC), est marquée par l'importance des territoires agricoles (93,6 % en 2018), une proportion identique à celle de 1990 (93,6 %). La répartition détaillée en 2018 est la suivante : terres arables (93,6 %), zones humides intérieures (5,5 %), eaux continentales (0,9 %). L'évolution de l’occupation des sols de la commune et de ses infrastructures peut être observée sur les différentes représentations cartographiques du territoire : la carte de Cassini (XVIIIe siècle), la carte d'état-major (1820-1866) et les cartes ou photos aériennes de l'IGN pour la période actuelle (1950 à aujourd'hui).

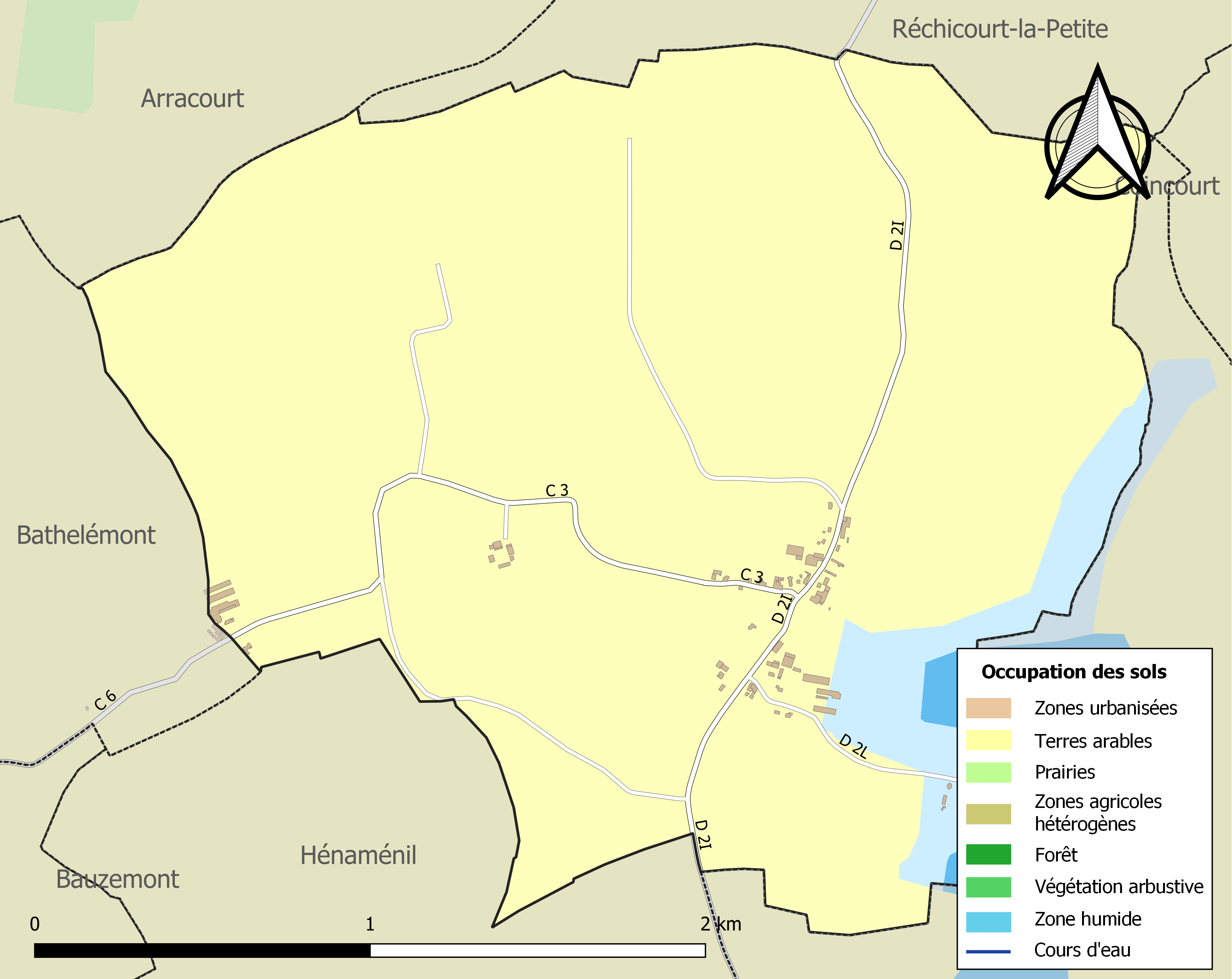
Carte des infrastructures et de l'occupation des sols de la commune en 2018 (CLC).

## Toponymie
Le nom de la localité est attesté sous les formes Bure (1584), Bure-lès-Paroy (1779).

Du haut allemand bür « hutte », supposé venir de l’indo-européen bhû, « être » et « croître, bâtir » , dérivé de bure « ferme ». Désignant à l’origine une habitation rurale.

## Histoire
- Présence romaine.
- Village détruit en 1914-1918, puis en 1944.

Avant 1870, cette commune faisait partie du canton de Vic-sur-Seille. Après le traité de Francfort, elle a intégré le nouveau canton d'Arracourt avec les huit autres communes restées françaises.

## Politique et administration
| Période                                  | Période      | Identité             | Étiquette | Qualité                                          |
| ---------------------------------------- | ------------ | -------------------- | --------- | ------------------------------------------------ |
| Les données manquantes sont à compléter. |              |                      |           |                                                  |
| mars 2001                                | juillet 2020 | Michel Marchal       |           | Retraité agricole                                |
| juillet 2020                             | En cours     | Marie-Laure Marchal, |           | Cadre administrative et commerciale d'entreprise |

## Population et société

### Démographie
L'évolution du nombre d'habitants est connue à travers les recensements de la population effectués dans la commune depuis 1793. Pour les communes de moins de 10 000 habitants, une enquête de recensement portant sur toute la population est réalisée tous les cinq ans, les populations de référence des années intermédiaires étant quant à elles estimées par interpolation ou extrapolation. Pour la commune, le premier recensement exhaustif entrant dans le cadre du nouveau dispositif a été réalisé en 2006.

En 2022, la commune comptait 65 habitants, en évolution de +3,17 % par rapport à 2016 (Meurthe-et-Moselle : −0,13 %, France hors Mayotte : +2,11 %).
| 1793 | 1800 | 1806 | 1821 | 1831 | 1836 | 1841 | 1846 | 1851 |
| ---- | ---- | ---- | ---- | ---- | ---- | ---- | ---- | ---- |
| 158  | 184  | 174  | 153  | 210  | 222  | 222  | 206  | 218  |

| 1856 | 1861 | 1872 | 1876 | 1881 | 1886 | 1891 | 1896 | 1901 |
| ---- | ---- | ---- | ---- | ---- | ---- | ---- | ---- | ---- |
| 202  | 189  | 174  | 186  | 192  | 158  | 140  | 123  | 134  |

| 1906 | 1911 | 1921 | 1926 | 1931 | 1936 | 1946 | 1954 | 1962 |
| ---- | ---- | ---- | ---- | ---- | ---- | ---- | ---- | ---- |
| 116  | 106  | 103  | 75   | 61   | 62   | 40   | 55   | 54   |

| 1968 | 1975 | 1982 | 1990 | 1999 | 2006 | 2011 | 2016 | 2021 |
| ---- | ---- | ---- | ---- | ---- | ---- | ---- | ---- | ---- |
| 55   | 61   | 55   | 45   | 51   | 64   | 69   | 63   | 64   |

| 2022 | - | - | - | - | - | - | - | - |
| ---- | - | - | - | - | - | - | - | - |
| 65   | - | - | - | - | - | - | - | - |

## Culture locale et patrimoine

### Lieux et monuments
- Église Saint-Nicolas, reconstruite après 1918.
- Place centrale fleurie avec fontaine.
- Le Centre nautique de Bures et l'étang de Parroy

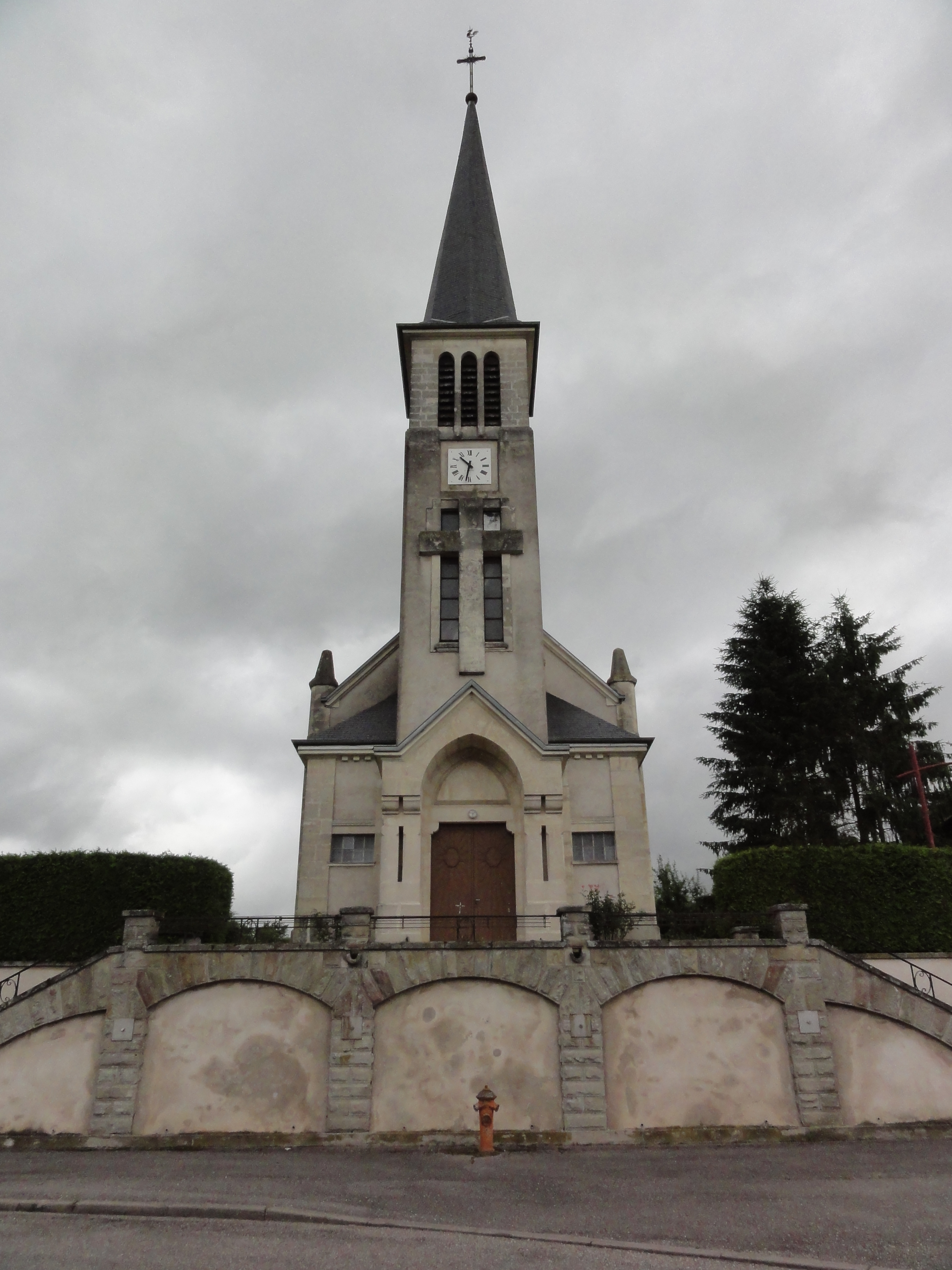
Église Saint-Nicolas.
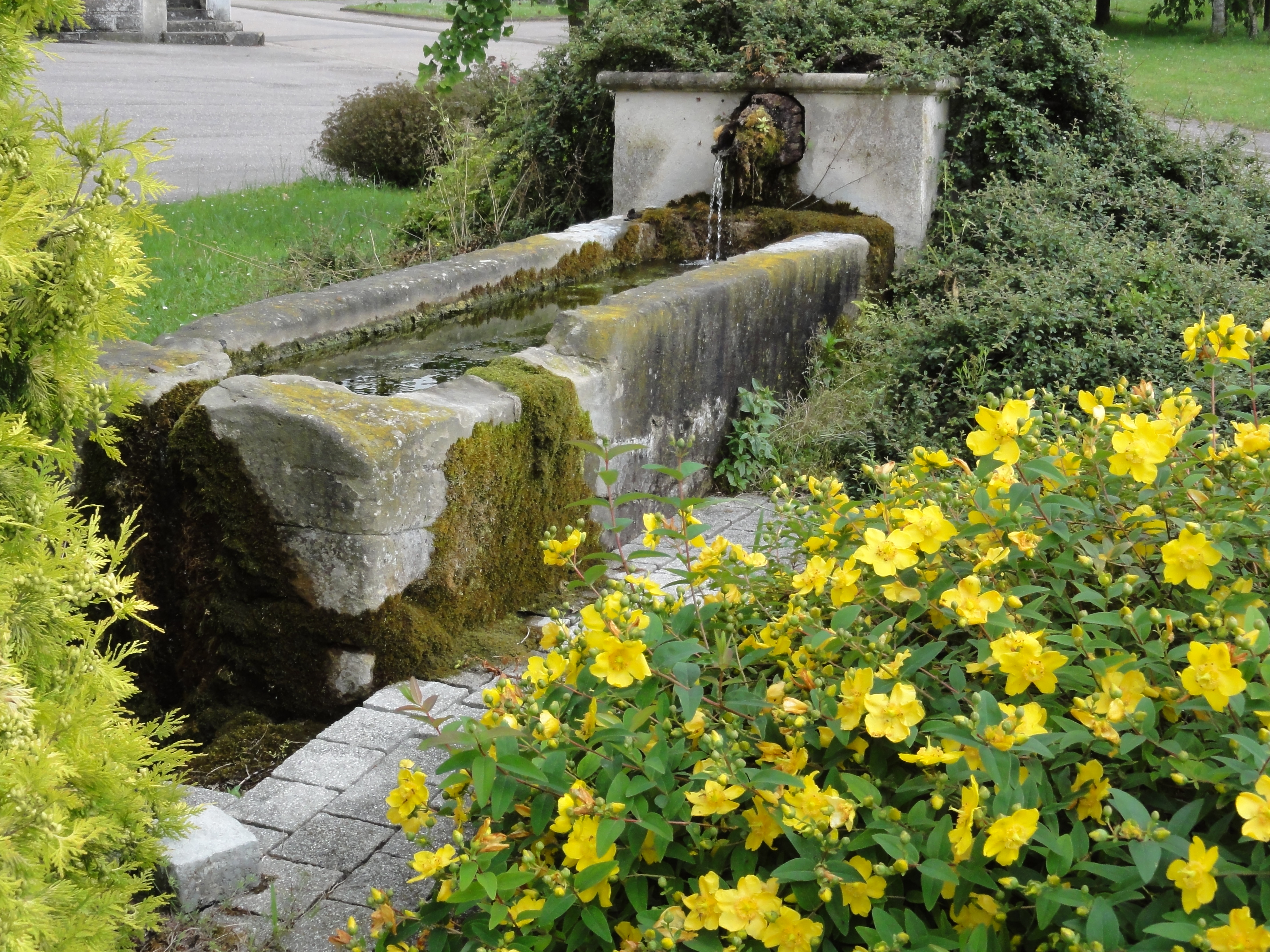
Fontaine.
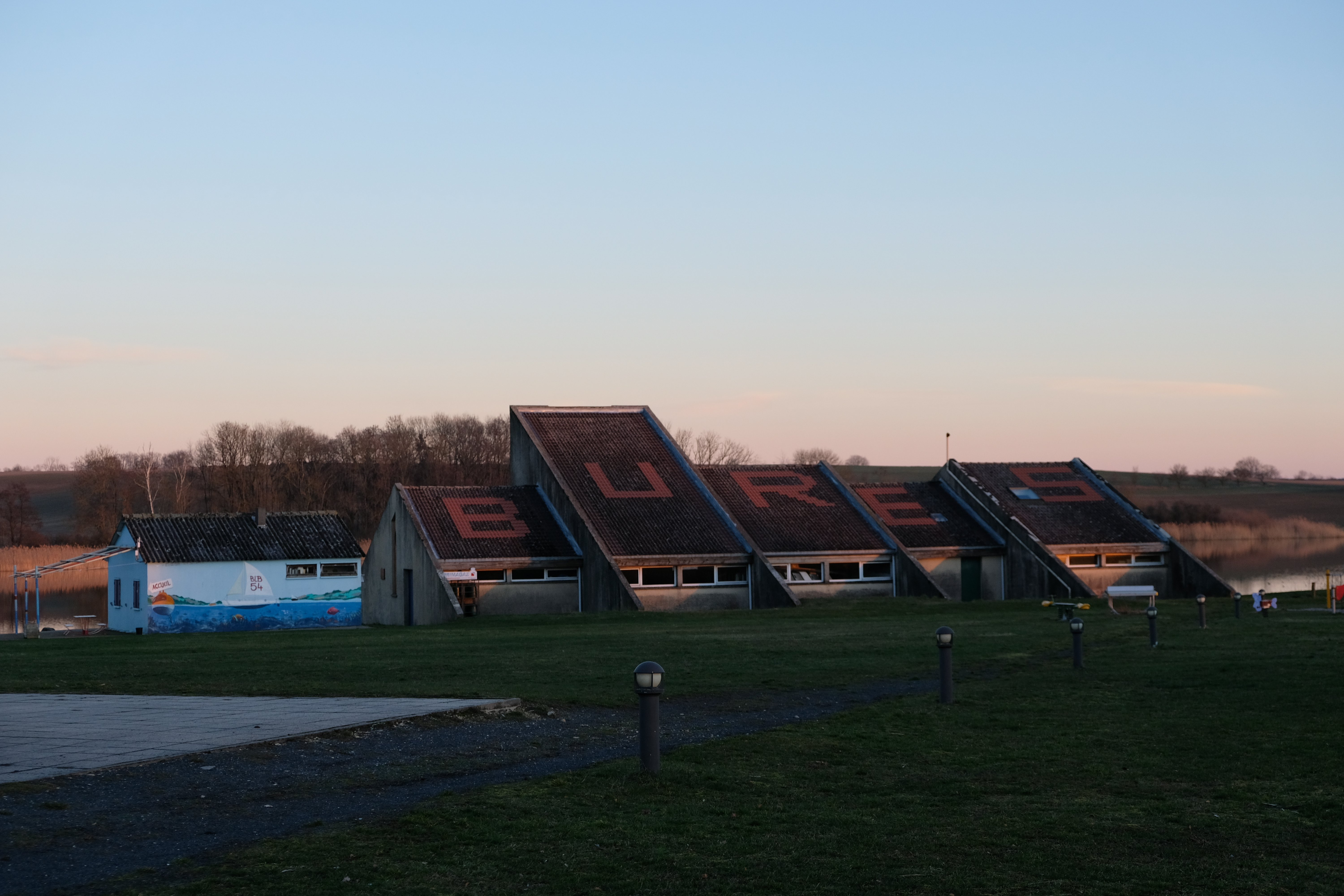
Base nautique.

### Héraldique
| Blason de Bures | Blason  | D’azur à une planche à voile d'or sur un lac d’argent accompagnée en chef de deux clés du même passées respectivement en sautoir avec deux épées d'argent |
| Blason de Bures | Détails | Le statut officiel du blason reste à déterminer. |